# موريفون
شركة موريفون، شركة مصرية للإنتاج الفني أسسها موريس اسكندر، وبعد وفاته آلت إلى ابنته دوريس اسكندر التي أسست فيما بعد شركة لارين للإنتاج الفني بمشاركة المطربة لطيفة.
تميزت الشركة بإنتاج أكبر مجموعة من الأغاني العربية للعديد من نجوم الطرب العرب مثل وردة الجزائرية وطلال مداح وسميرة سعيد ولطيفة وسهام إبراهيم، وغيرهم في فترة الستينيات والسبعينيات والثمانينيات من القرن العشرين.
هذا وقد تراجع إنتاج الشركة مما اضطر الورثة إلى بيعها فقام بشرائها المنتج الكبير محسن جابر.